# Edvald Boasson Hagen
Edvald Boasson Hagen (Lillehammer, Oppland, 17 de mayo de 1987) es un ciclista noruego que fue profesional entre 2006 y 2024.
Debutó en 2006 en las filas del Team Maxbo Bianchi. Desde 2021 corre para el equipo francés Team TotalEnergies. Sus victorias más destacada son la Gante-Wevelgem 2009, una etapa del Giro de Italia 2009 y otras 3 en el Tour de Francia 2011 y 2017.
Era un corredor rápido en las llegadas al esprint, defendiéndose también en etapas de media montaña además de ser un rodador.

## Biografía
Debutó como profesional en el Team Maxbo Bianchi en 2006. En esta temporada consiguió ocho victorias en el Circuito Continental, incluyendo tres etapas en el prestigioso Tour del Porvenir.
En 2007 disfrutó de una exitosa temporada y consiguió quince victorias. Boasson Hagen ganó la París-Corrèze y el G. P. Ringerike. También consiguió etapas en la Vuelta a Irlanda, el Tour de Normandía y en el Campeonato de Noruega de ciclismo contrarreloj. 
A principios de 2007 anunció que dejaría el Team Maxbo Bianchi para irse al equipo alemán T-Mobile. A finales de 2007 el T-Mobile anunció que se llamaría High Road y que posteriormente pasó a llamarse Team Columbia.
En 2008 ganó tres etapas en la Vuelta a Gran Bretaña y el Campeonato de Noruega de ciclismo contrarreloj.
En 2009 se impuso en la Gante-Wevelgem 2009, prueba del Calendario UCI. Pocos meses después consiguió lo que es hasta la fecha su principal victoria como profesional: la séptima etapa del Giro de Italia 2009, tras una larga escapada y venciendo al sprint a sus compañeros de fuga.
A finales de 2009 se anunció su fichaje por el nuevo equipo británico Sky Professional Cycling Team.
En 2011 se impuso en dos etapas del Tour de Francia.
Para la temporada 2013 llegó al Tour de Francia con la intención de llevarse una etapa, pero en la 12.ª etapa sufrió una caída fracturándose la escápula derecha dejándolo fuera de la competición.
Tras una temporada sin victorias, en 2014 anunció su salida del Team Sky, y su fichaje por el equipo sudafricano de categoría Profesional Continental, MTN Qhubeka. En el conjunto africano estuvo compitiendo durante seis años, marchándose al Total Direct Énergie para competir con ellos en 2021.
En 2024 fichó por el Decathlon AG2R La Mondiale Team en la que fue la última temporada de su carrera.

## Palmarés
| 2006 - 1 etapa del Rhône-Alpes Isère Tour - 1 etapa del Tour de Thuringe - 1 etapa del Ringerike G. P. - 2.º en el Campeonato de Noruega en Ruta - Scandinavian Open Road Race - 3 etapas del Tour del Porvenir 2007 - Istrian Spring Trophy, más 1 etapa - 1 etapa del Tour de Normandía - 2 etapas de la Vuelta a Gran Bretaña - G. P. Ringerike, más 4 etapas - Campeonato de Noruega Contrarreloj - París-Corrèze, más 2 etapas - 1 etapa de la Vuelta a Irlanda 2008 - 1 etapa del Critérium Internacional - G. P. de Denain - Campeonato de Noruega Contrarreloj - 1 etapa del Eneco Tour - 3 etapas de la Vuelta a Gran Bretaña 2009 - Gante-Wevelgem - 1 etapa del Giro de Italia - Campeonato de Noruega Contrarreloj - 2 etapas del Tour de Polonia - Eneco Tour, más 2 etapas - Vuelta a Gran Bretaña, más 4 etapas 2010 - 2 etapas del Tour de Omán - 1 etapa de la Tirreno-Adriático - 1 etapa de la Critérium du Dauphiné - Campeonato de Noruega Contrarreloj - Dutch Food Valley Classic 2011 - 1 etapa de la Vuelta a Baviera - Campeonato de Noruega Contrarreloj - 2 etapas del Tour de Francia - Eneco Tour, más 1 etapa - Vattenfall Cyclassics 2012 - 1 etapa de la Vuelta al Algarve - 1 etapa de la Tirreno-Adriático - Vuelta a Noruega, más 1 etapa - 1 etapa del Critérium del Dauphiné - 2.º en el Campeonato de Noruega Contrarreloj - Campeonato de Noruega en Ruta - Gran Premio de Plouay - 2.º en el Campeonato Mundial en Ruta | 2013 - Vuelta a Noruega, más 1 etapa - 1 etapa del Critérium del Dauphiné - Campeonato de Noruega de Contrarreloj - 3.º en el Campeonato de Noruega en Ruta 2015 - 1 etapa del Tour de los Fiordos - Campeonato de Noruega Contrarreloj - Campeonato de Noruega en Ruta - 1 etapa de la Vuelta a Dinamarca - Vuelta a Gran Bretaña 2016 - 1 etapa del Tour de Catar - 2 etapas del Tour de Omán - 2 etapas del Tour de Noruega - 1 etapa del Critérium del Dauphiné - Campeonato de Noruega Contrarreloj - Campeonato de Noruega en Ruta - 1 etapa del Eneco Tour 2017 - Tour de Noruega, más 2 etapas - Tour de los Fiordos, más 3 etapas - Campeonato de Noruega Contrarreloj - 1 etapa del Tour de Francia - 1 etapa de la Vuelta a Gran Bretaña 2018 - 1 etapa del Tour de Noruega - Campeonato de Noruega Contrarreloj 2019 - 1 etapa de la Vuelta a la Comunidad Valenciana - 1 etapa del Tour de Noruega - 1 etapa del Critérium del Dauphiné - 3.º en el Campeonato de Noruega Contrarreloj 2022 - 3.º en la Campeonato de Noruega en Ruta |

## Resultados

### Grandes Vueltas
| Carrera | Carrera         | 2006 | 2007 | 2008 | 2009 | 2010  | 2011 | 2012 | 2013 | 2014 | 2015 | 2016  | 2017 | 2018 | 2019 | 2020  | 2021  | 2022 | 2023  | 2024 |
| ------- | --------------- | ---- | ---- | ---- | ---- | ----- | ---- | ---- | ---- | ---- | ---- | ----- | ---- | ---- | ---- | ----- | ----- | ---- | ----- | ---- |
|         | Giro de Italia  | —    | —    | —    | 82.º | —     | —    | —    | —    | Ab.  | —    | —     | —    | —    | —    | —     | ―     | —    | —     | ―    |
|         | Tour de Francia | —    | —    | —    | —    | 116.º | 53.º | 56.º | Ab.  | —    | 82.º | 109.º | 78.º | 84.º | 76.º | 101.º | F. c. | 57.º | 100.º | —    |
|         | Vuelta a España | —    | —    | —    | —    | —     | —    | —    | 84.º | —    | —    | —     | —    | —    | 96.º | —     | ―     | —    | —     | ―    |

### Clásicas, Campeonatos y JJ. OO.
| Carrera                 | Carrera                 | 2006          | 2007          | 2008  | 2009          | 2010          | 2011          | 2012 | 2013          | 2014          | 2015          | 2016 | 2017          | 2018          | 2019          | 2020          | 2021  | 2022 | 2023  | 2024  |
| ----------------------- | ----------------------- | ------------- | ------------- | ----- | ------------- | ------------- | ------------- | ---- | ------------- | ------------- | ------------- | ---- | ------------- | ------------- | ------------- | ------------- | ----- | ---- | ----- | ----- |
| Omloop Het Nieuwsblad   | Omloop Het Nieuwsblad   | —             | —             | —     | 104.º         | 6.º           | 41.º          | —    | 17.º          | 3.º           | 27.º          | —    | —             | Ab.           | 52.º          | 59.º          | 98.º  | Ab.  | 65.º  | 113.º |
| Kuurne-Bruselas-Kuurne  | Kuurne-Bruselas-Kuurne  | —             | —             | —     | 47.º          | Ab.           | 8.º           | —    | X             | 38.º          | 13.º          | —    | —             | Ab.           | Ab.           | 114.º         | Ab.   | 81.º | 48.º  | 74.º  |
| Strade Bianche          | Strade Bianche          | —             | —             | —     | 4.º           | —             | —             | —    | —             | —             | —             | —    | 19.º          | Ab.           | —             | 42.º          | —     | —    | —     | —     |
|                         | Milán-San Remo          | —             | —             | —     | 94.º          | 106.º         | 30.º          | 25.º | Ab.           | 29.º          | 10.º          | 26.º | 19.º          | 16.º          | —             | 100.º         | 137.º | 81.º | —     | 97.º  |
| E3 Harelbeke            | E3 Harelbeke            | —             | —             | —     | 26.º          | 58.º          | —             | 16.º | 9.º           | 17.º          | 19.º          | —    | 99.º          | 24.º          | Ab.           | X             | 73.º  | Ab.  | —     | 99.º  |
| Gante-Wevelgem          | Gante-Wevelgem          | —             | —             | —     | 1.º           | Ab.           | —             | 5.º  | 20.º          | 23.º          | Ab.           | 18.º | 44.º          | 81.º          | 56.º          | 45.º          | Ab.   | 92.º | Ab.   | 94.º  |
| A Través de Flandes     | A Través de Flandes     | —             | —             | —     | —             | —             | —             | —    | —             | —             | —             | —    | —             | 4.º           | 36.º          | X             | —     | 52.º | 67.º  | 110.º |
|                         | Tour de Flandes         | —             | —             | —     | 66.º          | —             | 40.º          | 19.º | 17.º          | 22.º          | —             | 23.º | 22.º          | 19.º          | 32.º          | 52.º          | 84.º  | Ab.  | Ab.   | Ab.   |
| Scheldeprijs            | Scheldeprijs            | —             | —             | 55.º  | —             | —             | Ab.           | —    | —             | 141.º         | —             | —    | —             | Ab.           | 81.º          | 74.º          | 73.º  | —    | —     | —     |
|                         | París-Roubaix           | —             | —             | —     | 62.º          | —             | —             | 42.º | 47.º          | 21.º          | —             | 5.º  | 64.º          | 34.º          | 45.º          | X             | 30.º  | 38.º | 126.º | 77.º  |
| Flecha Brabanzona       | Flecha Brabanzona       | —             | —             | —     | —             | —             | —             | —    | —             | —             | —             | —    | —             | 15.º          | —             | 47.º          | —     | —    | —     | —     |
| Amstel Gold Race        | Amstel Gold Race        | —             | —             | 76.º  | —             | —             | —             | 62.º | Ab.           | 39.º          | —             | 56.º | —             | —             | —             | —             | —     | —    | —     | —     |
| Flecha Valona           | Flecha Valona           | —             | —             | Ab.   | —             | —             | —             | —    | —             | —             | —             | —    | —             | —             | —             | —             | —     | —    | —     | —     |
|                         | Lieja-Bastoña-Lieja     | —             | —             | 127.º | —             | —             | —             | —    | —             | —             | —             | —    | —             | —             | —             | —             | —     | —    | —     | —     |
| Clásica San Sebastián   | Clásica San Sebastián   | —             | —             | Ab.   | —             | —             | —             | —    | —             | —             | —             | —    | —             | —             | —             | X             | —     | —    | —     | —     |
| Cyclassics Hamburg      | Cyclassics Hamburg      | —             | —             | —     | 25.º          | 2.º           | 1.º           | 5.º  | —             | 15.º          | 76.º          | 22.º | 29.º          | —             | —             | X             | X     | 11.º | 38.º  | —     |
| Bretagne Classic        | Bretagne Classic        | —             | —             | —     | —             | —             | 100.º         | 1.º  | —             | 60.º          | —             | 10.º | 7.º           | 36.º          | —             | —             | 31.º  | —    | 60.º  | —     |
| Gran Premio de Quebec   | Gran Premio de Quebec   | X             | X             | X     | X             | 2.º           | 68.º          | Ab.  | —             | 55.º          | —             | —    | —             | 32.º          | —             | X             | X     | —    | —     | —     |
| Gran Premio de Montreal | Gran Premio de Montreal | X             | X             | X     | X             | 34.º          | 15.º          | 5.º  | —             | 47.º          | —             | —    | —             | 10.º          | —             | X             | X     | —    | —     | —     |
|                         | Giro de Lombardía       | —             | —             | —     | —             | Ab.           | —             | —    | —             | —             | —             | Ab.  | —             | —             | —             | —             | —     | —    | —     | —     |
| París-Tours             | París-Tours             | —             | —             | —     | —             | —             | —             | —    | —             | —             | —             | —    | —             | 47.º          | —             | —             | —     | —    | —     | 77.º  |
| JJ. OO. (Ruta)          | JJ. OO. (Ruta)          | No se disputó | No se disputó | 71.º  | No se disputó | No se disputó | No se disputó | Ab.  | No se disputó | No se disputó | No se disputó | Ab.  | No se disputó | No se disputó | No se disputó | No se disputó | —     | ND   | ND    | —     |
| JJ. OO. (CRI)           | JJ. OO. (CRI)           | No se disputó | No se disputó | —     | No se disputó | No se disputó | No se disputó | 13.º | No se disputó | No se disputó | No se disputó | 30.º | No se disputó | No se disputó | No se disputó | No se disputó | —     | ND   | ND    | —     |
| Mundial en Ruta         | Mundial en Ruta         | —             | —             | Ab.   | 60.º          | Ab.           | 8.º           | 2.º  | 20.º          | 28.º          | 20.º          | 6.º  | 30.º          | Ab.           | Ab.           | —             | —     | —    | Ab.   | —     |
| Mundial Contrarreloj    | Mundial Contrarreloj    | —             | —             | 21.º  | 27.º          | —             | —             | —    | —             | —             | —             | 39.º | 17.º          | —             | —             | —             | —     | —    | —     | —     |
| Europeo en Ruta         | Europeo en Ruta         | X             | X             | X     | X             | X             | X             | X    | X             | X             | X             | —    | 44.º          | —             | —             | —             | —     | —    | —     | —     |
| Europeo Contrarreloj    | Europeo Contrarreloj    | X             | X             | X     | X             | X             | X             | X    | X             | X             | X             | —    | 7.º           | —             | —             | —             | —     | —    | —     | —     |
| Noruega en Ruta         | Noruega en Ruta         | 2.º           | —             | 4.º   | 6.º           | 5.º           | —             | 1.º  | 3.º           | —             | 1.º           | 1.º  | 56.º          | —             | 12.º          | —             | 36.º  | 3.º  | 13.º  | —     |
| Noruega Contrarreloj    | Noruega Contrarreloj    | 4.º           | 1.º           | 1.º   | 1.º           | 1.º           | 1.º           | 2.º  | 1.º           | —             | 1.º           | 1.º  | 1.º           | 1.º           | 3.º           | —             | —     | —    | —     | —     |

—: no participa

Ab.: abandono

F. c.: fuera de control

## Equipos
- Team Maxbo-Bianchi (2006-2007)
- Team Columbia (2008-2009)
  - Team Columbia (2008)
  - Team Columbia-High Road (2009)[4]
  - Team Columbia-HTC (2009)
- Sky (2010-2014)
  - Sky Professional Cycling Team (2010)
  - Sky Procycling (2011-2013)
  - Team Sky (2014)
- MTN-Qhubeka/Dimension Data (2015-2020)
  - MTN-Qhubeka (2015)
  - Dimension Data (2016-2019)
  - NTT Pro Cycling (2020)
- Total (2021-2023)
  - Team Total Direct Énergie (2021)[4]
  - Team TotalEnergies (2021-2023)
- Decathlon AG2R La Mondiale Team (2024)